# Sinalepa
Koordinaten: 58° 50′ N, 23° 35′ O
Sinalepa (deutsch Sinnalep) ist ein Dorf (estnisch küla) in der Stadtgemeinde Haapsalu (bis 2017: Landgemeinde Ridala) im Kreis Lääne in Estland.

## Einwohnerschaft und Lage

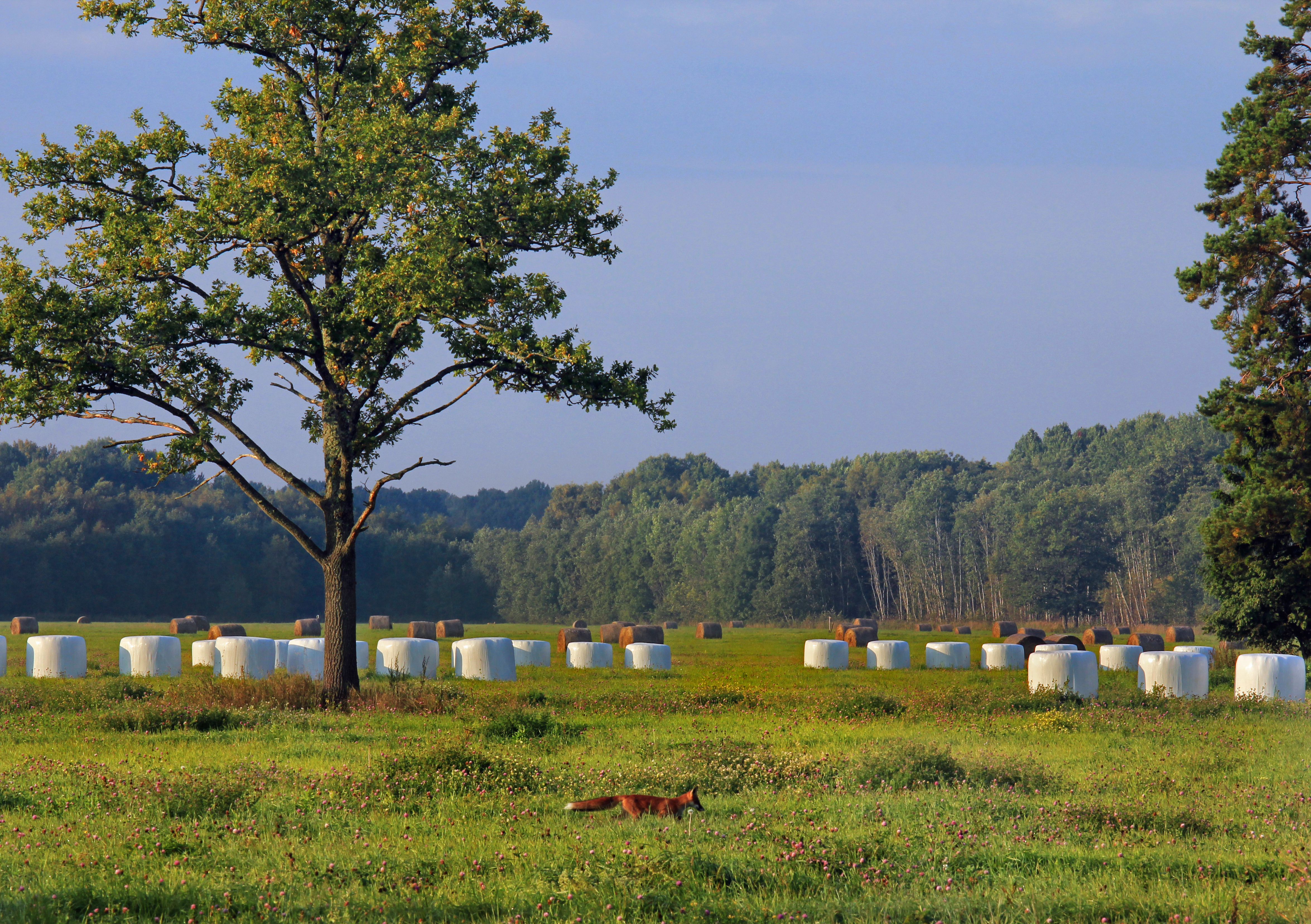
Felder bei Sinalepa

Der Ort hat zwanzig Einwohner (Stand 31. Dezember 2011). Er liegt vierzehn Kilometer südöstlich der Kernstadt Haapsalu.

## Hof
1688 wurde der Hof von Sinalepa erstmals urkundlich erwähnt. Spätestens seit dem Jahr 1765 gehörte er der adligen deutschbaltischen Familie Kursell. Letzter Privateigentümer vor der Enteignung im Zuge der estnischen Landreform 1919 war Alexander von Kursell.
1939 wurden auf dem Hof mit seinem weitreichenden Parkareal Angehörige der Roten Armee einquartiert, die dort mit dem Bau eines Flugfelds begannen. Bei ihrem Rückzug nach dem deutschen Angriff auf die Sowjetunion steckten die Soldaten 1941 alle Gebäude in Brand. Heute sind nur noch einige Ruinen erhalten.

## Orthodoxe Kirche

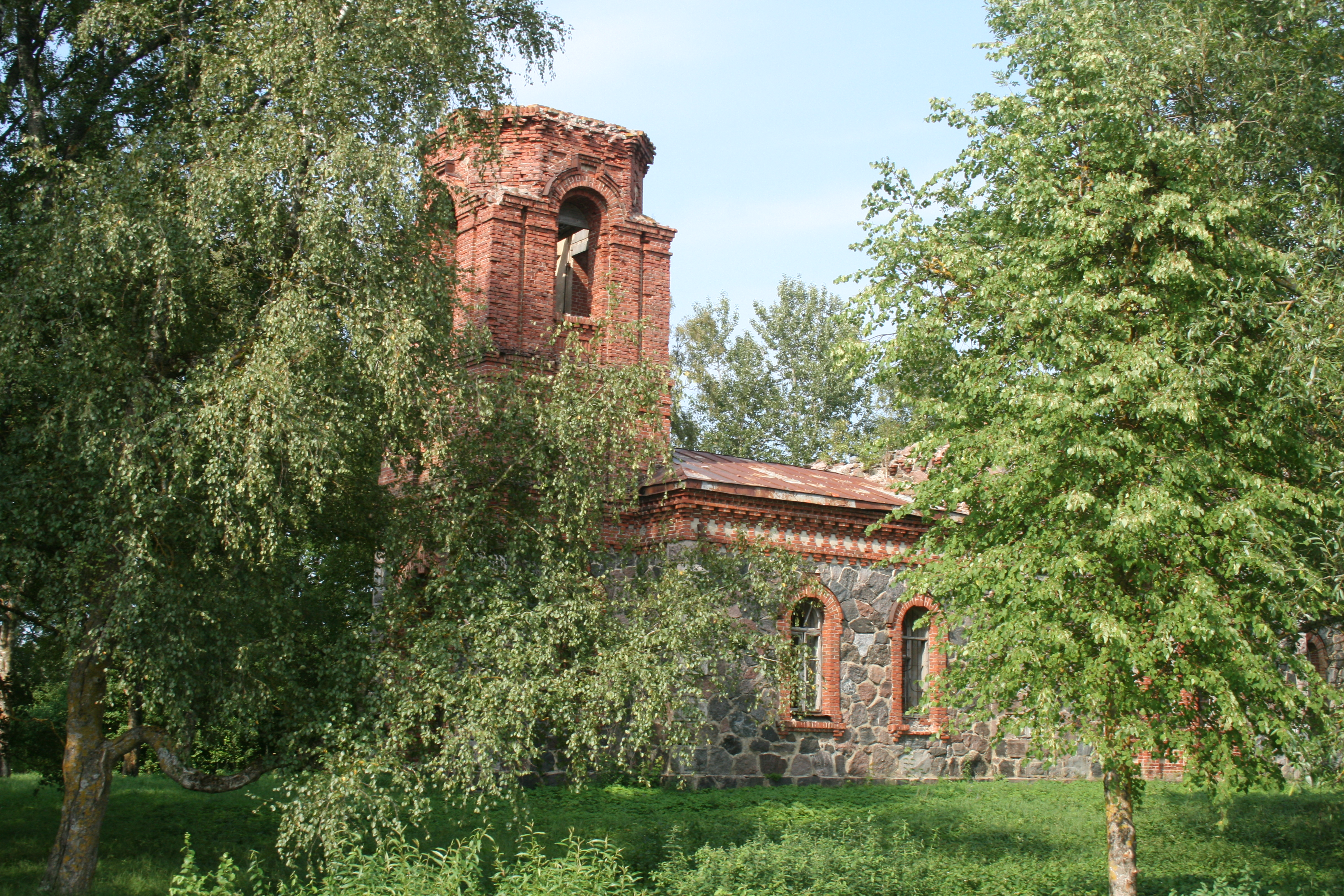
Ruine der orthodoxen Kirche

1886, zur Zeit der Russifizierung Estlands, wurde im später mit Sinalepa verbundenen Ort Mäemõisa (deutsch Berghof oder Düwel) eine orthodoxe Kirche errichtet. Sie ist nach dem Heiligen Nikolaus benannt. Bis 1963 war die orthodoxe Kirchengemeinde aktiv. Heute steht das Gebäude als Ruine.